# Vivarese
Il Vivarese (in francese Vivarais, in occitano Vivarés) è una regione storico geografica della Francia.
Trae il nome dalla sua maggiore città, Viviers.
Già parte della provincia della Linguadoca, nel 1789 è andata a costituire il dipartimento dell'Ardèche.
È una regione montuosa posta al margine orientale del Massiccio Centrale: è formata da stretti altipiani compresi tra i 900 e i 1200 metri.